# Pițigoi (okręg Prahova)
Pițigoi – wieś w Rumunii, w okręgu Prahova, w gminie Drajna. W 2011 roku liczyła 27 mieszkańców.